# Megalastrum yungense
Megalastrum yungense är en träjonväxtart som först beskrevs av Christ och Rosenst., och fick sitt nu gällande namn av Alan Reid Smith och R. C. Moran. Megalastrum yungense ingår i släktet Megalastrum och familjen Dryopteridaceae. Inga underarter finns listade.